# Majdan (Wojwodina)
Majdan (cyr. Мајдан) – wieś w Serbii, w Wojwodinie, w okręgu północnobanackim, w gminie Novi Kneževac. W 2011 roku liczyła 210 mieszkańców.